# Chrysophyllum bakhuizenii
Chrysophyllum bakhuizenii – gatunek drzew należących do rodziny sączyńcowatych. Występuje w Papui-Nowej Gwinei.